# Meteorologiåret 1876

## Händelser

### Maj
- 20 maj – En tornado härjar vid Fort Ripley i Minnesota, USA [1].

### Juni
- 27 juni – Packisen vid Duluth i Minnesota, USA bryts rekordsent [2].

### Augusti
- 25 augusti – En tornado slår till mot Hutchinson i Minnesota, USA [3].

### September
- 29 september – En för årstiden kall dag drabbar i Minnesota, USA [4].

### December
- December - I Sverige noteras dygnsmedeltemperatureren -8.9° i Göteborg, vilket innebär att 1870 års lokala rekord för månaden tangeras [5].
- 8 december – Monthly Weather Revue i USA blir första amerikanska regeringsdokument att använda ordet "blizzard" om en snöstorm [6].
- 24 december – Christiania, Norge upplever med -20.5 °C sin kallaste julaftonskväl någonsin [7].

### Okänt datum
- Temperaturen börjar mätas i Karasjok, Norge [8].
- En cyklon härjar i Bengaliska viken [9].

## Födda
- 23 augusti – Felix Exner, österrikisk meteorolog och fysiker.

## Avlidna
- 10 oktober – Charles Saint-Claire Deville, fransk geolog och meteorolog.
- 19 oktober – Karl Jelinek, österrikisk meteorolog.

### Fotnoter
1. ↑  ”Arkiverade kopian”. Arkiverad från originalet den 16 juli 2010. https://web.archive.org/web/20100716103814/http://www.climate.umn.edu/pdf/day_in_weather_history/may_wx_history.pdf. Läst 16 februari 2011.
2. ↑  ”Arkiverade kopian”. Arkiverad från originalet den 26 juli 2010. https://web.archive.org/web/20100726102347/http://www.climate.umn.edu/pdf/day_in_weather_history/june_wx_history.pdf. Läst 16 februari 2011.
3. ↑  ”Arkiverade kopian”. Arkiverad från originalet den 26 juli 2010. https://web.archive.org/web/20100726102403/http://www.climate.umn.edu/pdf/day_in_weather_history/august_wx_history.pdf. Läst 16 februari 2011.
4. ↑  ”Arkiverade kopian”. Arkiverad från originalet den 26 juli 2010. https://web.archive.org/web/20100726102501/http://www.climate.umn.edu/pdf/day_in_weather_history/september_wx_history.pdf. Läst 16 februari 2011.
5. ↑  SMHI
6. ↑  ”Arkiverade kopian”. Arkiverad från originalet den 15 december 2010. https://web.archive.org/web/20101215013148/http://climate.umn.edu/pdf/day_in_weather_history/december_wx_history.pdf. Läst 16 februari 2011.
7. ↑  MET
8. ↑  MET[död länk]
9. ↑  DMI